# '79 MBC 서울국제가요제
《'79 MBC 서울국제가요제》는 1979년 문화방송(MBC)과 경향신문이 대한민국의 서울에서 공동 주최한 가요제다. 입상곡들은 힛트레코드를 통해 실황녹음 음반으로서 발매되었다.

## 개요
- 개최일시 : 1979년 6월 2일
- 개최장소 : 세종문화회관

## 음반 트랙 목록
다음 곡 목록은 LP 기준이다.
Disk one / Side one
1. "사랑의 교향곡 (호주 · 브렌다 크리스틴)" (미상 작사 / 미상 작곡)  - 아리랑상
2. "사랑이었네 (한국 · 박경희)" (장덕 작사 / 장덕 작곡)  - 가야금상
3. "저녁노을 (중국 · 왕창틴)"  (미상 작사 / 미상 작곡)  - 아리랑상
4. "젊음의 계절 (한국 · 세샘트리오)" (길옥윤 작사 / 길옥윤 작곡)  - 가야금상

Disk one / Side two
1. "인생 (프랑스 · 상탈 비용)" (미상 작사 / 미상 작곡)  - 우수작곡상
2. "사랑의 찬가 (홍콩 · 장국영)" (미상 작사 / 미상 작곡)  - 우수작곡상
3. "님의 얼굴 (한국 · 김수희)" (장익환 작사 / 장익환 작곡)  - 아리랑상
4. "황홀한 사랑 (일본 · 에이꼬 슈리)" (미상 작사 / 미상 작곡)  - 최우수가창상
5. "사랑의 마술사 (한국 · 방수원)" (정민섭 작사 / 정민섭 작곡) - 우수가창상

Disk two / Side one
1. "애정 (말레이시아 · 모드라 잘리하심)" (미상 작사 / 미상 작곡) - 무궁화상
2. "추억에 젖어 (한국 · 이미배)" (김기웅 작사 / 김기웅 작곡) - 무궁화상
3. "당신의 사랑 (뉴질랜드 · 로브 게스트)" (미상 작사 / 미상 작곡)  - 우수가창상
4. "할머니 (한국 · 강영순)" (이종식 작사 / 이종식 작곡)  - 무궁화상
5. "따스한 손길을 (필리핀 · 프레디 아길라)" (로버트 스내르 리고르 작사 / 로버트 스내르 리고르 작곡)  - 최우수작곡상

Disk two / Side two
1. "사랑의 주제곡 (태국 · 산타나 키티야판 & 크롱통 타산판)" (미상 작사 / 미상 작곡) - 무지개상
2. "여러분 (한국 · 윤복희)" (윤복희 작사 / 윤항기 역사 / 윤항기, 윤복희 작곡 / 복기호 편곡)  - 대상
3. "감미로운 사랑 (터키)" (KUNZENLER(사촌들)) (미상 작사 / 미상 작곡) - 무지개상
4. "헤어질 수 없어요 (미국 · 베키 홉스)" (베키 홉스 작사 / 베키 홉스 작곡)  - 가야금상

## 대한민국 국내 예선 참가 가수 명단
국제가요제로 확대 편성된 1978년부터 1981년까지는 대회 참가를 원하는 가수들이 많아서 본 행사 이전에 본선에 출전할 대표를 선발하기 위한 예선전 성격의 《서울 국제가요제. 국내대회》를 개최하였다. 1979년의 참가자는 다음과 같다.
(총 14개팀이 대한민국 국내 대회에 참가했으나 음반에는 12곡만이 실렸다.)
1. "어제 오늘 그리고 내일 (이세진)" (장세용 작사 / 장세용 작곡) - 태평양가요제 파견
2. "태양을 잡아라 (박일준)" (조운파 작사 / 남석현 작곡)
3. "사랑이었네 (박경희)"  (장덕 작사 / 장덕 작곡)  - 본선 진출
4. "물레방아 (별셋)"  (박현우 작사 / 박현우 작곡)
5. "헤어져야 할 시간 (선우혜경)"  (정성조 작사 / 정성조 작곡)
6. "영원한 사랑 (유준)"  (조남두 작사 / 조남두 작곡)
7. "여러분 (윤복희)"  (윤복희 작사 / 윤항기 역사 / 윤항기, 윤복희 작곡 / 복기호 편곡)  - 본선 진출
8. "젊음의 계절 (세샘트리오)"  (길옥윤 작사 / 길옥윤 작곡)  - 본선 진출
9. "님의 얼굴 (김수희)" (장익환 작사 / 장익환 작곡)  - 본선 진출
10. "사랑의 노예 (오승근)"  (원세휘 작사 / 원세휘 작곡)
11. "할머니 (강영순)"  (이종식 작사 / 이종식 작곡)  - 본선 진출
12. "우리 아기 (윤세원)"  (위현진 작사 / 위현진 작곡)
13. "추억에 젖어 (이미배)"  (김기웅 작사 / 김기웅 작곡)  - 본선 진출
14. "사랑의 마술사 (방수원)"  (정민섭 작사 / 정민섭 작곡)  - 본선 진출

## 같이 보기
- MBC 서울국제가요제